# De Loohoeve
De Loohoeve was een restaurant in Schoonloo. Op 17 december 2018, bij de uitreiking van de Michelinsterren voor 2019, ontving De Loohoeve een Michelinster. In 2022 sloot de eetgelegenheid de deuren om later te openen als laagdrempelig eetcafé.

## Locatie
Het restaurant was gevestigd in het Drentse dorp Schoonloo, nabij Assen. Het terrein bestond uit een hotel met 12 kamers en een perceel van 7.000 vierkante meter.

## Geschiedenis
Chef-kok Jeroen en gastvrouw Marleen Brouwer leerden elkaar kennen tijdens de koksopleiding. Na enkele jaren bij verschillende zaken ervaring op te hebben gedaan openden zij in 2016 De Loohoeve. In 2018 werd het restaurant onderscheiden met een Michelinster en het had 16 van de 20 punten in de GaultMillau. De eetgelegenheid stond op plaats 83 van de beste restaurants van Nederland van het tijdschrift Lekker.
In juli 2019 maakte het koppel bekend dat De Loohoeve te willen sluiten om een nieuw restaurant te openen in de voormalige Katholieke kerk De Theresiakapel in Hoogkerk. De voornaamste reden was dat het stel zich wilde concentreren op het restaurant en niet het hotel en omliggende perceel. De Loohoeve werd in 2021 verkocht en heropende in 2022 als laagdrempelig eetcafé. Het nieuwe restaurant van Jeroen en Marleen Brouwer draagt de naam Noor en opende in 2022.